# محمد شاهين (ممثل)
محمد شاهين (13 فبراير 1980 -)، ممثل مصري اشترك في الكثير من الأعمال الكوميدية منها فيلم سيما على بابا ومسلسل الكبير أوي 4 برفقه أحمد مكي ودنيا سمير غانم كما شارك في مسلسل بين السرايات .

## أعماله

### المسلسلات
| - لام شمسية: 2025 - لحظة غضب: 2024 - الهرشة السابعة:2023 - سوتس بالعربي:2022 - أحلام سعيدة: 2022 - خارج السيطرة: 2021 - لحم غزال: 2021 - موضوع عائلي: 2021 - إلا أنا: 2020 - جمال الحريم: المكتوب: 2020 - جمع سالم: 2020 - سلطانة المعز: 2020 - بدل الحدوتة تلاتة: 2019 - حدوتة مرة: 2019 - ممنوع الاقتراب أو التصوير: 2018 - لدينا أقوال أخرى: 2018 | - مليكة: 2018 - الزيبق:2017-سالم الحسيني - ونوس:2016-عزيز - راس الغول:2016-حازم - الكابوس:2015- - من الجاني؟:2015-حازم - بعد البداية:2015- - أرض النعام:2015-أنس - بين السرايات:2015-عادل حديده - السبع وصايا:2014-صبري - إمبراطورية مين:2014- - نكدب لو قلنا ما بنحبش:2013 | - نيران صديقة:2013-مدحت محفوظ - سيدنا السيد:2012- - شربات لوز:2012-سيف - ابن النظام:2012- - عريس دليفري:2011-يحيى - العتبة الحمرا:2010-صبحي - الجماعة:2010- - الكبير أوي (ج1←4):2010← 2014-توماس - بوجي وطمطم والكنز المفقود (ج2):2009-بوجي - تامر وشوقية (ج1←4):2007←2010-ياسر - راديو ستار:2005- - شباب أون لاين (ج2):2003-عمرو ح23 |

### الأفلام
| - وش في وش:2023 - 30 مارس:2021 - أعز الولد:2021 - محمد حسين:2019 - بشتري راجل:2017-كريم - يا تهدي يا تعدي:2017- | - هروب اضطراري:2017-عماد سيد عبد العظيم ضيف شرف - خانة اليك:2016-وفيق - شكة دبوس:2016-عمرو - أسوار القمر:2015 - شد أجزاء:2015-وائل - إكس لارج:2011-سامي | - الفيل الأزرق:2011-شاكر - سيما علي بابا:2011-فولتارين / روبلجين / خضر - لا تراجع ولا استسلام (القبضة الدامية):2010-حسام - عسل إسود:2010-رفيق الطائرة - حليم:2006-الوجه الجديد - حريم كريم:2005-خطيب دينا / أشرف |

### أخرى
- حيلهم بينهم كمان وكمان: 2010

## روابط خارجية
- محمد شاهين على موقع IMDb (الإنجليزية)
- محمد شاهين على موقع قاعدة بيانات الأفلام العربية
- محمد شاهين على موقع قاعدة بيانات الفيلم (الإنجليزية)